# Virgen del Cristal
La Virgen del Cristal (Virxe do Cristal), también conocida como La Pequeñita (A Pequeniña), es una talla de reducidas dimensiones del siglo XVII que estuvo ubicada en el Santuario de la Virgen del Cristal, en Celanova, Orense (Galicia, España), hasta 2015, año en que fue robada, permaneciendo en paradero desconocido desde entonces.

## Descripción
La Virgen del Cristal, muy ligada a las tradiciones de la comarca de Celanova y a la cual se le atribuyen varios milagros, se compone de una cápsula de cristal macizo de cuatro centímetros el cual posee el efecto de una lupa, que a su vez permite apreciar lo que hay guardado en su interior: una lámina de vidrio policromado de apenas dos centímetros en la que por un lado se ve una efigie de La Dolorosa y por otro una imagen de la Virgen con el manto azul típico de la Inmaculada Concepción, realizadas ambas con un alto grado de detalle y precisión y enmarcado todo ello en un baldaquino rematado por una corona dorada. Debido al cuidado con que la pieza está realizada y el hecho de que se encuentra dentro de un bloque sólido de cristal, se la ha considerado desde su hallazgo como obra de poderes sobrenaturales, siendo su festividad celebrada el 15 de septiembre.
La Virgen del Cristal es la imagen más pequeña dedicada a la devoción mariana en el mundo después de la de Letanías (Viacha, Bolivia), que despojada de sus oropeles y ropajes no alcanza los veinte milímetros.

## Leyenda
La leyenda sostiene que la imagen fue hallada en Vilanova dos Infantes en el siglo XVII por un pastor que se encontraba trabajando la tierra. El labriego la guardó inicialmente en su faldriquera pero, debido a que la pieza no le permitía moverse y al no considerarla valiosa, la arrojó al suelo, donde al día siguiente fue descubierta por una joven pastora la cual llevó la imagen ante el cura de Vilanova.
Su fama llegó a la corte de Felipe IV poco después de su aparición. El rey mandó trasladar la imagen ante él para que fuese estudiada por los sabios palaciegos, quienes llegaron a la conclusión de que no era obra humana puesto que no era posible introducir la imagen en aquel cilindro de cristal sin juntas ni marca alguna.
La fama de la Virgen del Cristal aumentó considerablemente en el siglo XIX gracias a Manuel Curros Enríquez, quien publicó en 1880 una larga composición de más de mil versos la cual narra una historia de amor en la que la Virgen intercede entre dos enamorados, Martiño y Rosa, para reponer el honor de esta última, calumniada por otro pretendiente.

## Desaparición
La Virgen del Cristal desapareció en marzo de 2015 tras ser robada de la casa rectoral en la que permanecía guardada. El párroco que la custodiaba, Adolfo Enríquez Méndez, de 77 años, murió asesinado durante el asalto, siendo su cadáver hallado por uno de sus hermanos en el pajar de la casa rectoral tendido boca abajo con un fuerte traumatismo craneoencefálico. El cura vivía con la única compañía de un perro el cual fue hallado encerrado bajo llave en la casa, cuyas dependencias estaban desordenadas, lo que desde el principio planteó la hipótesis del robo como el principal móvil del crimen. Según los testimonios recabados por los investigadores, la talla sólo ocupaba su lugar en la iglesia cuando se celebraba alguna ceremonia religiosa, siendo custodiada el resto del tiempo por el párroco, quien solía llevarla encima como medida de seguridad aunque ocasionalmente también la dejaba en un mueble de la casa rectoral envuelta en la funda de una cámara de fotos.
Se desconoce si los autores del crimen tenían conciencia del escaso valor material de la talla, la cual había sido tasada en 200 euros. El delegado de Patrimonio de la Diócesis de Orense, Miguel Ángel González, declaró que su valoración como obra artística es testimonial: «No es una obra de arte de primer orden, pero tiene un gran valor emocional e histórico». Entre los objetos que había en la casa rectoral se encontraban piezas de mayor valor y más fácil salida en el mercado negro que la imagen, muy difícil de vender dada su fama y peculiaridad.
Pese a las detenciones practicadas, actualmente se desconoce la identidad de los responsables del crimen así como el paradero de la imagen.

## Réplicas
Poco después de su desaparición, el restaurador de arte y pintor granadino Manuel Granai Luna elaboró una réplica de la Virgen del Cristal. Tras cuatro meses de investigación y trabajo, Granai fabricó un relicario de sesenta piezas ensambladas, el 80% de metal, con madera y material sintético dorado con pan de oro y, en su interior, el diminuto cristal sintético, a diferencia del original de cristal, con las dos imágenes de la Virgen.
Según Granai, cualquier detalle y pieza del relicario tardaba días y hasta semanas en ser encontrado. Algunas piezas, como el angelito y el dragón, fueron enviadas de Estados Unidos y Francia respectivamente. La mayor dificultad en la elaboración de la réplica radicó en la realización de la cápsula de cristal con la imagen de la Virgen dentro, siendo necesario llevar a cabo un gran número de pruebas así como el cálculo de las proporciones mediante el uso de un ordenador con el fin de que la imagen no quedase distorsionada al introducirla en el cristal.
Pese a que la réplica de Granai fue utilizada en 2015 durante la procesión, en 2016 esta imagen fue reemplazada por otra sufragada por el nuevo párroco la cual se asemeja más a la original. El proceso de construcción de la pequeña bola que alberga la imagen policromada de esta nueva réplica fue laborioso debido a que se necesitaron múltiples dibujos y pruebas para hacer una reproducción exacta. Pese a que el trabajo fue realizado a mano, se tuvo que renunciar al material que daba nombre a la Virgen puesto que pese a los numerosos intentos, no se consiguió insertar la imagen en un vidrio como en la talla original sin que se quemasen ésta o su policromía, por lo que se tuvo que hacer de resina. En lo que respecta al camarín bañado en oro que alberga la imagen, el actual es de plata en vez de bronce como el original.